# Horace Davey
Horace Davey (Bayonne, 5 novembre 1889 – Los Angeles, 22 aprile 1970) è stato un regista e attore statunitense del cinema muto.

## Biografia
Nato nel 1889 in New Jersey, a Bayonne, Horace Davey nel 1915 fu messo sotto contratto dalla Nestor Film Company, collaborando al suo esordio registico con Al Christie, il quale curava il settore dei film comici della casa di produzione che aveva la sua sede direttiva proprio a Bayonne.
Per la compagnia, Horace Davey girò numerose commedie a un rullo, utilizzando di preferenza una squadra di attori specialisti del genere (tra questi, vi erano John Francis Dillon, Eddie Lyons, Lee Moran e Billie Rhodes. Davey apparve anche un paio di volte sullo schermo nelle vesti di attore. Nella sua carriera, diresse oltre un'ottantina di pellicole, firmandone una sola come sceneggiatore.

## Filmografia

### Regista
- When the Mummy Cried for Help, co-regia di Al Christie (1915)
- Lizzie's Dizzy Career, co-regia di Eddie Lyons (1915)
- When He Proposed  (1915)
- A Coat's a Coat (1915)
- A Mix-up at Maxim's (1915)
- When Hubby Grew Jealous  (1915)
- When Their Dads Fell Out (1915)
- When Father Had the Gout (1915)
- There's Many a Slip  (1915)
- The Tale of His Pants (1915)
- The Rise and Fall of Officer 13 (1915)
- It Happened While He Fished (1915)
- Dan Cupid: Fixer (1915)
- Kids and Corsets (1915)
- His Lucky Vacation (1915)
- A Maid and a Man (1915)
- Molly's Malady (1915)
- It Almost Happened (1915)
- When a Man's Fickle (1915)
- And the Best Man Won (1915)
- A One Cylinder Courtship (1915)
- Circumstantial Scandal (1915)
- Father's Helping Hand (1915)
- Those Kids and Cupid (1915)
- Father's Lucky Escape (1915)
- A Looney Love Affair (1915)
- Wanted: A Leading Lady (1915)
- When Father Was the Goat (1915)
- Saved by a Skirt (1915)
- Operating on Cupid (1915)
- Keeping It Dark (1915)
- Her Speedy Affair (1915)
- When Three Is a Crowd (1915)

### Sceneggiatore
- It Happened While He Fished, regia di Horace Davey (1915)